# Жълт кантарион
Жълтият кантарион (Hypericum perforatum) е вид тревисто растение от семейство Звъникови (Clusiaceae).

## Описание
Жълтият кантарион е многогодишно тревисто растение с голо, силно разтворено в горната си част стъбло, с две надлъжни ребра, на височина между 30 и 70 cm. Листата са срещуположни, без дръжки, овално елипсовидни, целокрайни, дълги от 1 до 3 cm. Гледани срещу светлината, те са пунктирани (перфорирани) поради наличието на вместилища с етерично масло. Цветовете са жълти, събрани на върха на стъблото в съцветие – метлица. Чашката се състои от 5 продълговато заострени, свободни, целокрайни листчета. Венчето има 5 яркожълти листчета, два пъти по-дълги от тези на чашката. Тичинките са много, сраснали в основата си в 3 снопчета. Плодът е яйцевидна тригнездна кутийка. Цъфти от май до септември. Народното наименование на билката е „христова кръв“ или „христова чудотворка“. Събира се в пълен разцвет около 24 юни, Еньовден. В много западни страни се нарича „билка на свети Йоан“.
При събирането на жълтия кантарион той не трябва да се смесва с други видове, които приличат на него: четириръбестата звъника – Hypericum tetrapterum Fries (Hypericum quadrangulum L.), която има четириръбесто кухо стъбло; мъхестата звъника – Hypericum hirsutum L., на която стъблото е обло, но мъхесто и без надлъжни ребра, а чашелистчетата, наблюдавани под лупа, са с жлезисти реснички.

## Употребяема част
Надземната част се събира в началото или през времето на цъфтенето чрез отрязване на облистените стъбла с цветовете и пъпките на около 20 cm от върха. Не трябва да се събират прецъфтели стръкове.

## Местообитание
Расте из цялата страна по тревисти места, из храсталаците и сечищата, край пътищата и из нивите. В България се срещат около 22 вида звъника.

## Биологично активни вещества
Растението съдържа 0,5% хиперицин и псевдохиперицин, които са кондензирани антрахинонови производни. Намерени са също флавоноидите хиперозид (около 1%), рутин, кверцитрин, изокверцитрин, кверцетин и др., смолисти вещества (до 10%), 5 – 10% катехинови дъбилни вещества, до 0,10% етерично масло – оцветено в зелено и съставено предимно от сесквигерпени, каротен, никотинова киселина, ксантони и др.

## Действие
Жълтият кантарион притежава разнообразни и много полезни свойства. Действа противовъзпалително, противомикробно, ранозаздравяващо и противоязвено, тонизира нервната система, има подчертан кръвоспиращ ефект, подобрява оросяването на сърдечния мускул, засилва сърдечната дейност, леко понижава артериалното налягане, има пикочогонен ефект. Съставката хиперицин има меко антидепресивно действие. Използва се при производството на много лекарствени препарати, като напр. Esbericum, Remotiv, Doppelherz energie-tonicum N, Sanoral.

## Странични ефекти
Клинични изследвания в областта на депресивните разстройства свидетелстват, че жълтият кантарион се толерира добре. Страничните ефекти са ограничени до тези на плацебо, а именно стомашно-чревни разстройства, световъртеж, умора и унес.
Предполага се, че антидепресивните качества на билката се дължат на задържането на реабсорбцията на серотонин, подобно на повечето фармацевтични антидепресанти. Фактът, че жълтият кантарион е билка, не означава, че не може да доведе до сходни на тези лекарства нежелани реакции.
В някои случаи на употреба е докладван ефект на фоточувствителност – това е състояние на свръхчувствителност към слънчева светлина, което може да е съпроводено с ултравиолетови изгаряния на кожата.
Екстрактът от жълт кантарион (и по-точно веществото хиперицин) взаимодейства със светлината (видима и ултравиолетова) и формира свободни радикали, които взаимодействат с важни протеини в окото, повредата на които води до катаракта.
Подобно на конвенционалните антидепресанти, жълтият кантарион може да влияе негативно върху плодовитостта и при двата пола. Също така може да намали ефикасността на оралните контрацептиви.